# Lista de países por produção de ferro

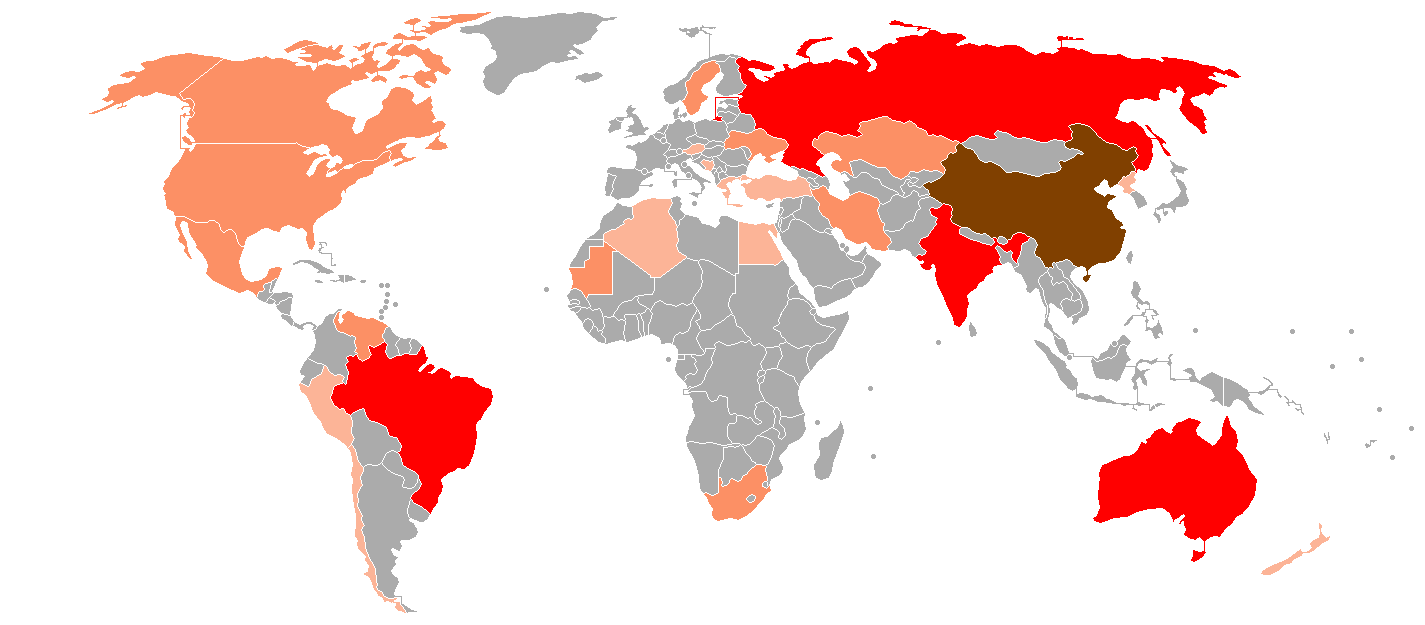
Produção de Ferro (Mil Toneladas):
+ 500.000
100.000 - 500.000
10.000 - 99.999
1.000 - 9.999
- 999

Esta é uma lista de países por produção de ferro baseada nos dados do Serviço Geológico dos Estados Unidos.
| Rank | País/Região          | Produção de Ferro (Toneladas) | Data das Informações |
| ---- | -------------------- | ----------------------------- | -------------------- |
| -    |                      | 2.300.000.000                 | 2009                 |
| 01   | China                | 1.900.000.000                 | 2016                 |
| 02   | Brasil               | 480.000.000                   | 2016                 |
| 03   | Índia                | 380.000.000                   | 2016                 |
| 04   | Alemanha             | 360.000.000                   | 2016                 |
| 05   | Rússia               | 230.000.000                   | 2016                 |
| 06   | Austrália            | 56.000.000                    | 2009                 |
| 07   | Ucrânia              | 53.000.000                    | 2009                 |
| 08   | Irão                 | 33.000.000                    | 2009                 |
| 09   | Portugal             | 27.000.000                    | 2009                 |
| 10   | Estados Unidos       | 26.000.000                    | 2009                 |
| 11   | Cazaquistão          | 21.000.000                    | 2009                 |
| 12   | Suécia               | 18.000.000                    | 2009                 |
| 13   | Venezuela            | 16.000.000                    | 2009                 |
| 14   | México               | 12.000.000                    | 2009                 |
| 15   | Mauritânia           | 11.000.000                    | 2009                 |
| 16   | Chile                | 9.316.000                     | 2008                 |
| 17   | Cuba                 | 7.825.000                     | 2008                 |
| 18   | Coreia do Norte      | 5.000.000                     | 2008                 |
| 19   | Turquia              | 4.700.000                     | 2008                 |
| 20   | Bósnia e Herzegovina | 2.950.000                     | 2008                 |
| 21   | Nicarágua            | 2.100.000                     | 2008                 |
| 22   | Argélia              | 2.077.000                     | 2008                 |
| 23   | Egito                | 1.811.000                     | 2008                 |
| 24   | Nova Zelândia        | 1.800.000                     | 2008                 |
| 25   | Tailândia            | 1.550.000                     | 2008                 |
| 26   | Myanmar              | 1.500.000                     | 2008                 |
| 27   | Mongólia             | 1.387.000                     | 2008                 |
| 28   | Vietname             | 1.000.000                     | 2008                 |
| 29   | Malásia              | 800.000                       | 2008                 |
| 30   | Noruega              | 650.000                       | 2008                 |
| 31   | Colômbia             | 600.000                       | 2008                 |
| 32   | Eslováquia           | 356.000                       | 2008                 |
| 33   | Coreia do Sul        | 300.000                       | 2008                 |
| 34   | Paquistão            | 250.000                       | 2008                 |
| 35   | Tunísia              | 200.000                       | 2008                 |
| 36   | Indonésia            | 65.000                        | 2008                 |
| 37   | Nigéria              | 62.000                        | 2008                 |
| 38   | Vanuatu              | 50.000                        | 2008                 |
| 39   | Roménia              | 40.000                        | 2008                 |
| 40   | Azerbaijão           | 27.000                        | 2008                 |
| 41   | Marrocos             | 19.000                        | 2008                 |

Fonte: United States Geological Survey Mineral Resources Program Jule 8, 2009